# Омаров, Клышбай
Клышбай Омаров (1907 год, Туркестанский край, Российская империя — дата и место смерти неизвестны) — колхозник, чабан, Герой Социалистического Труда (1948).

## Биография
Родился в 1907 году в Туркестанском крае (сегодня — на территории Отырарского района Южно-Казахстанской области, Казахстан). Происходит из подрода мангытай рода котенши племени конырат. C раннего возраста занимался пастушеским делом. В 1929 году вступил в колхоз «Талапты» Шаульдерского района Чимкентского района. Работал чабаном. Участвовал в Великой Отечественной войне. После демобилизации возвратился в родной колхоз и продолжил работу чабаном. С 1957 года работал чабаном в колхозах «Арысь» и «Талапты» Кзылкумского района Чимкентской области.
В 1947 году вырастил в среднем по 112 ягнят от каждой сотни овцематок. Указом Президиума Верховного Совета СССР от 23 июля 1948 года удостоен звания Героя Социалистического Труда с вручением ордена Ленина и золотой медали «Серп и Молот» «за получение высокой продуктивности животноводства в 1947 году при выполнении колхозом обязательных поставок сельскохозяйственных продуктов и плана развития животноводства».
Награды
- Герой Социалистического Труда
- Орден Ленина (1948).